# Case CE
Case CE, tudi Case Construction Equipment ali pa samo Case je ameriški proizvajalec opreme za gradbena in zemeljska dela. Podjetje je v lasti italijanskega konglomerata CNH Global, ki je sam v lasti CNH Industrial.
Začetki podjetja segajo v leto 1842, ko je Jerome Increase Case ustanovil J I Case Company. Case je bil prvi Američan, ki zgradil parni stroj za agrikulturno uporabo. Podjetje se je pozneje preimenovalo v Case Corporation. Leta 1999 se je združil z New Holland v CNH Global. 

## Tovarne po svetu
| Mesto               | Država    | Proizvodi                                 |
| ------------------- | --------- | ----------------------------------------- |
| Pithampur, Indore   | Indija    | Traktorski kopači, traktorji              |
| New Delhi           | Indija    | Traktorji, komponente                     |
| Belo Horizonte      | Brazilija | Izravljalniki                             |
| Berlin              | Nemčija   | Izravljalniki                             |
| Burlington, Iowa    | ZDA       | Traktorski kopači, nakladlniki, viličarji |
| Fargo, North Dakota | ZDA       | Nakladalniki                              |
| Imola               | Italija   | Traktorski kopači                         |
| Lecce               | Italija   | Buldožerji, nakladalniki                  |
| Modena              | Italija   | Komponente                                |
| Piacenza            | Italija   | Gibljivi dumper tovornjaki                |
| Racine, Wisconsin   | ZDA       | Komponentne                               |
| Wichita, Kansas     | ZDA       | Skidsterji                                |

Skupna podjetja
| Mesto                      | Država   | Produkti        |
| -------------------------- | -------- | --------------- |
| Chiba                      | Japonska | kopači          |
| Nove Mestos                | Češka    |                 |
| Lexington, Kentucky        | ZDA      | Gradbena oprema |
| Rocky Mount,North Carolina | ZDA      | Motorji         |